# ラグパティ・ヴェンカイアー・ナイドゥ
ラグパティ・ヴェンカイアー・ナイドゥ（Raghupathi Venkaiah Naidu、1887年10月15日 - 1941年3月15日）は、インドの映画製作者。「テルグ語映画の父」として広く知られている。ナイドゥはインド映画におけるサイレント映画とトーキー映画のパイオニアであり、1909年に映画業界の道に進んで以来インド映画史における様々な局面に関わってきた。マドラスに初めて映画館を建設し、所有者となった。彼の功績を称え、テルグ語映画の関係者を表彰する特別功労賞としてラグパティ・ヴェンカイアー賞が創設された。

## 生い立ち
陸軍将校スベダール・アッパイアー・ナイドゥの次男として、現在のアーンドラ・プラデーシュ州マチリーパトナムに生まれる。兄のラグパティ・ヴェンカターラトナム・ナイドゥは教育者・社会活動家として知られている。彼の先祖はイギリス東インド会社の軍司令官を務め、マドラス軍テラガ連隊に所属していた。18歳の時にマドラスに移住し、絵や彫刻を製作して芸術活動を始める。その後、ナイドゥは写真技術を身に付け、写真スタジオを開設した。

## キャリア
1909年に音楽と同時に映像を動作できるプロジェクター「クロノ・メガフォン」をイギリスから取り寄せる。「クロノ・メガフォン」の代金3万ルピーを支払うために、ナイドゥは写真スタジオを貸し出して代金を集めた。彼は「クロノ・メガフォン」を使い短編映画を製作し、1910年にヴィクトリア公会堂で上映会を行った。映画は好評となり、バンガロール・ヴィジャヤワーダ・スリランカ・ラングーン・バゴーを巡り上映会を開催した。1910年に上映会を開催するための施設を作り、1912年にはマドラスに初の常設映画劇場ゲイティ・トーキーズを建設してオーナーとなる。その後クラウン・シアターとグローブ・シアターをマドラスに建設し、これらの劇場では『The Million Dollar Mystery』『Mysteries of Meera』『Clutching Hand』『名金』『Raja's Casket』『Peral fish』『Great Bard』などのアメリカ合衆国の映画やイギリスの映画も上映された。
1919年に映画製作会社スター・オブ・イースト・フィルムを設立する。ナイドゥは長編映画製作を目指し、息子ラグパティ・スーリヤ・プラカーシュ・ナイドゥをロンドンに派遣し、映画製作の技術を学ばせた。スーリヤ・プラカーシュは1923年にアメリカ人映画監督セシル・B・デミルの下で映画製作に加わり、彼の映画製作の手法を学んだ。ナイドゥはインドに戻ったスーリヤ・プラカーシュと共に長編映画『Meenakshi Kalyanam 』を製作し、2人は『Gajendra Moksham』『Mathsyavatharam』『Nandanaar』などを製作した後、1921年に初のテルグ語サイレント映画『Bhishma Pratigna』を製作した。また、新たな映画製作会社ギャランティ・ピクチャーズ・コーポレーションを設立して『Dasavataram』『Kovalam』を製作するが、これらの作品は興行的に失敗し、ナイドゥは莫大な負債を抱えることになった。1929年に会社の全権利をスーリヤ・プラカーシュに譲り映画製作から引退し、1941年に死去した。